# Мюллер, Карл Фёдорович
Карл Фёдорович Мю́ллер (1827—1897) — архитектор, академик Императорской Академии художеств.

## Биография
Учился в Императорской Академии художеств (1845–1852). Получил медали Академии художеств: малая серебряная (1848), большая серебряная медаль (1849) за «проект аванзала с парадной лестницей», малая золотая медаль (1850) за «проект публичного гульбища». Получил от Академии художеств звание художника с правом на чин XIV класса (1852). Был признан «назначенным в академики» (1856). Избран в академики (1857).
Среди основных работ в Петербурге: перестройка доходных домов (Чехова ул., 5, 1854–1856 и Чехова ул., 8, 1862; Гороховая ул., 35, 1872; Жуковского ул., 49, 1877), особняка А. И. Луковицкой (Фурштатская ул., 37, 1865) .
- Доходный дом (надстройка). Чехова ул., 5 (1854—1856)[4]
- Доходный дом. Чехова ул., 8 (1862—1863)[5]
- Дом Н. Ф. Васильевой. Чайковского ул., 15 (1863)[6]
- Особняк А И. Луковицкого (расширение). Фурштатская ул., 37 (1865)[7]
- Доходный дом (перестройка). Гороховая ул., 35 (1872)[8]
- Доходный дом. Жуковского ул., 49 (1877)[9]